# Lacrimosa (zespół muzyczny)
Lacrimosa – szwajcarska grupa muzyczna powstała w 1990 roku z inicjatywy niemieckiego multiinstrumentalisty i wokalisty Tilo Wolffa. Zespół początkowo w swej twórczości prezentował muzykę z gatunku dark wave, na przestrzeni lat zmieniając styl i nawiązując do takich gatunków jak rock gotycki, gothic metal, metal symfoniczny oraz muzyka poważna. Pierwsze wydawnictwo grupy Clamor ukazało się jeszcze w 1990 roku jako solowy album Wolffa.
Nazwa projektu nawiązuje do utworu przedostatniej części sekwencji z Requiem d-moll (KV 626) autorstwa Wolfganga Amadeusa Mozarta, zatytułowanej „Lacrimosa” co oznacza „pełna łez”, „opłakana”, „żałosna”. W 1991 roku Wolff założył własną wytwórnię płytową Hall of Sermon, która wydaje wszystkie wydawnictwa grupy, a także jego projektu solowego o nazwie Snakeskin. W roku 1994 do zespołu dołączyła fińska wokalistka i instrumentalistka Anne Nurmi, współzałożycielka grupy muzycznej Two Witches towarzyszącej jako support zespołowi Lacrimosa w trasie koncertowej promującej płytę Satura.
Choć Lacrimosa jest duetem, podczas tras koncertowych oraz nagrań studyjnych towarzyszą mu również muzycy nie związani zeń na stałe. W logo zespołu widnieje arlekin. Wszystkie dotychczasowe okładki albumów stworzone zostały przez Stelio Diamantopoulosa.

## Historia

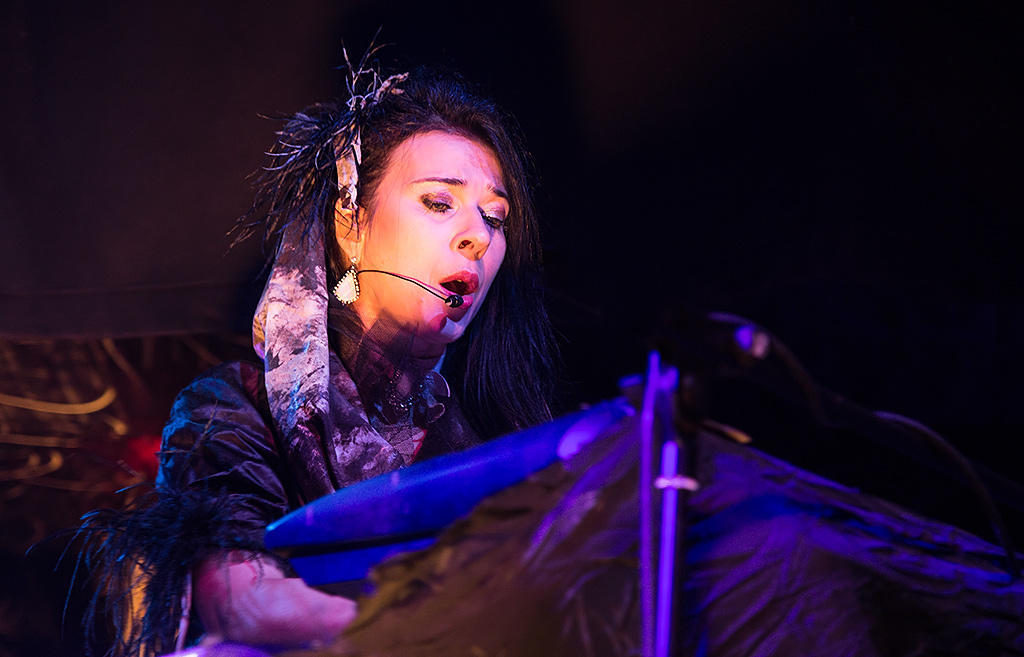
Anne Nurmi, 2012

Lacrimosa powstała w 1990 roku z inicjatwy Tilo Wolffa, który wcześniej publikował wiersze w niemieckich czasopismach muzycznych. Tego samego roku wydał kasetę zatytułowaną Clamor, na której znalazły się dwa utwory: „Seele in Not” oraz „Requiem”. Choć był to dopiero początek kariery Lacrimosy, debiut uzyskał pozytywne recenzje. Aby zapewnić sobie całkowitą niezależność i twórczą wolność w dalszej pracy, w 1991 roku Wolff założył własną wytwórnię muzyczną Hall of Sermon. Początkowo Lacrimosa była solowym projektem Tilo Wolffa, wspieranego przez muzyków sesyjnych. Również w 1991 roku ukazał się pierwszy album pt. Angst. W 1992 roku na rynku ukazał się drugi album Lacrimosy: Einsamkeit, a wraz z nim pierwsza innowacja w brzmieniu – zastosowanie gitary elektrycznej.
W 1993 roku Lacrimosa wydała kolejny album: Satura. Płyta była promowana podczas koncertów w Niemczech, które wspomagała fińska grupa Two Witches do której należała keyboardzistka Anne Nurmi. Wkrótce potem Wolff zaprosił Nurmi do współpracy. Pierwszy raz Anne zaśpiewała w utworze „Schakal”, zwiastującym następny album Lacrimosy. W 1995 roku ukazał się album Inferno zrealizowany z udziałem Barmbek Symphony Orchestra. W 1997 roku zespół wydał piąty w swym dorobku studyjny album Stille. Po premierze Lacrimosa ruszyła w dużą trasę, odwiedzając m.in. Meksyk oraz Francję. Zapisem tego wydarzenia było wydane w 1998 roku pierwsze wydawnictwo koncertowe Live.
Do realizacji płyty Elodia z 1999 roku Lacrimosa zaprosiła Londyńską Orkiestrę Symfoniczną, a także muzyków z hamburskiej Staatsoper oraz chór The Rosenberg Ensemble. Tę gotycko-metalową operę w 3 aktach stworzyło ponad 180 osób a całość jest konceptem opowiadającym o gasnącej miłości i wierze w jej odrodzenie. W 2000 roku Lacrimosa obchodziła swoje dziesiąte urodziny. Z tej okazji wydano DVD The Live History, stanowiące pełną historię zespołu w koncertowym skrócie. W roku 2001 zespół zarejestrował nowy materiał zatytułowany Fassade. Wkrótce po premierze grupa udała się w trasę koncertową, odwiedzając w ramach promocji m.in. Amerykę Południową.

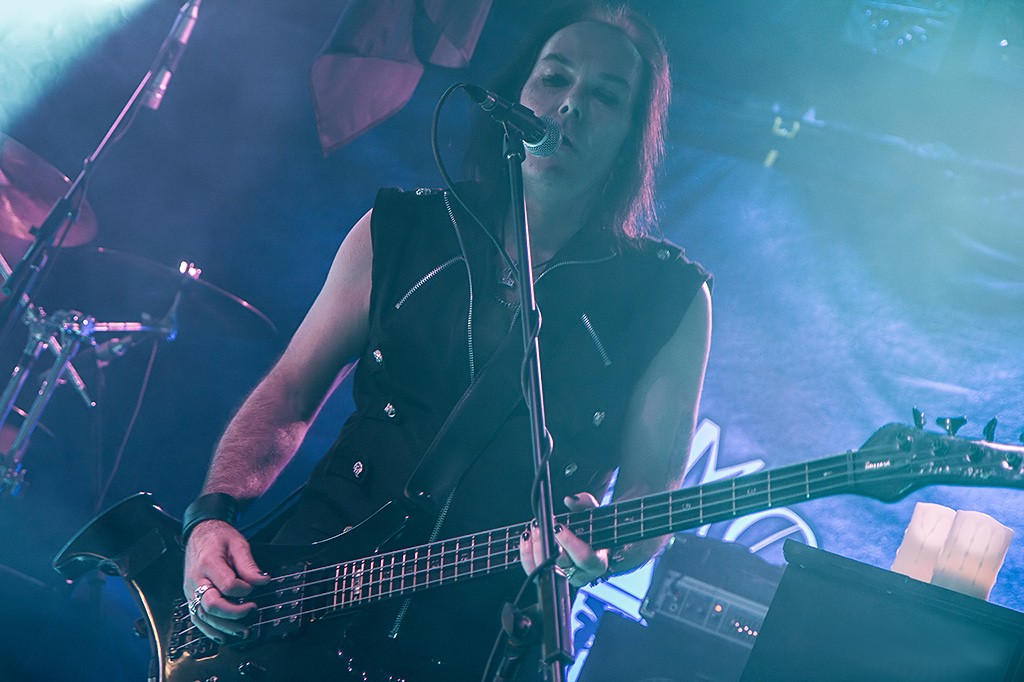
Yenz Leonhardt, 2012

Następny album Echos ukazał się dwa lata później. Kolejną płytą w dorobku zespołu była Lichtgestalt z roku 2005, której motywem przewodnim była ponownie miłość. Do prac nad Lichtgestalt Wolff zaangażował białoruską Victor Smolski Symphonic Orchestra. Efektem współpracy były m.in. takie utwory jak „Hohelied der Liebe” czy „Nachtschatten”. Również w 2005 roku ukazało się DVD Musikkurzfilme. Była to kompilacja teledysków z całej twórczości Lacrimosy, od Satury do Lichtgestalt. Na płycie – oprócz dodatkowych materiałów filmowych ukazujących powstawanie wybranych teledysków – ukazała się również zapowiedź filmu o pracy zespołu, zatytułowanego Lichtjahre. Film ten miał swą premierę 29 czerwca 2007 roku. Stanowi filmowy zapis, pokazujący wszystkie najważniejsze wydarzenia ostatnich lat, wywiady z fanami i członkami zespołu. Wraz z nim pojawiły się: wydawnictwo koncertowe Lacrimosy, będące ścieżką dźwiękową do filmu oraz limitowana edycja tejże płyty z dwoma dodatkowymi utworami: „Siehst du mich im Licht?” i „The Last Millennium”.
Na początku 2009 roku, Lacrimosa zapowiedziała powstanie dziesiątego już albumu studyjnego. Płyta, której premiera miała miejsce 8 maja 2009 roku została wydana nakładem Hall of Sermon pt. Sehnsucht. W jednym z najnowszych wywiadów Tilo zwierzył się dziennikarzom, iż motywacją do skomponowania piosenek z tego krążka były różnego rodzaju emocje, które targały nim przez ostatnie lata. W 2010 roku, z okazji 20-lecia istnienia zespołu, wydana została nowa płyta pt. Schattenspiel (Gra cieni). Na dwóch płytach znajduje się 18 niepublikowanych wcześniej utworów. W 2012 zespół wydał nowy album, Revolution, który ukazał się 7 września.

## Muzycy
- Tilo Wolff – wokal prowadzący, różne instrumenty (od 1990)
- Anne Nurmi – wokal prowadzący, keyboard (od 1994)
- Yenz Leonhardt – gitara basowa, wokal wspierający (od 2006)
- Sebastian Hausmann – gitara podczas koncertów (1994, od 2005)
- Jan Yrlund – gitara podczas koncertów (1994-1995, od 2005)
- Joachim Küstner – gitara podczas koncertów (od 1999)
- Rüdiger „A.C.” Dreffein – perkusja podczas koncertów (od 1995)

## Dyskografia
| 1991                           | Angst - Data: 1991 - Wydawca: Hall of Sermon                        | –  | –  | –  | –  | –  |
| 1992                           | Einsamkeit - Data: 1992 - Wydawca: Hall of Sermon                   | –  | –  | –  | –  | –  |
| 1993                           | Satura - Data: 1993 - Wydawca: Hall of Sermon                       | –  | –  | –  | –  | –  |
| 1995                           | Inferno - Data: 17 marca 1995 - Wydawca: Hall of Sermon             | 81 | –  | –  | –  | –  |
| 1997                           | Stille - Data: 14 marca 1997 - Wydawca: Hall of Sermon              | 64 | –  | –  | –  | –  |
| 1999                           | Elodia - Data: 2 czerwca 1999 - Wydawca: Hall of Sermon             | 12 | –  | –  | –  | –  |
| 2001                           | Fassade - Data: 1 października 2001 - Wydawca: Hall of Sermon       | 20 | 3  | –  | –  | –  |
| 2002                           | Vintage Classix (kompilacja) - Data: 2002 - Wydawca: Hall of Sermon | –  | –  | –  | –  | –  |
| 2003                           | Echos - Data: 11 marca 2003 - Wydawca: Hall of Sermon               | 13 | –  | –  | –  | –  |
| 2005                           | Lichtgestalt - Data: 2 maja 2005 - Wydawca: Hall of Sermon          | 30 | 21 | –  | –  | –  |
| 2005                           | Lichtgestalten EP - Data: 5 grudnia 2005 - Wydawca: Hall of Sermon  | –  | –  | –  | –  | –  |
| 2009                           | Sehnsucht - Data: 8 maja 2009 - Wydawca: Hall of Sermon             | 35 | –  | 82 | 68 | 49 |
| 2010                           | Schattenspiel - Data: 7 maja 2010 - Wydawca: Hall of Sermon         | 51 | –  | –  | –  | 51 |
| 2012                           | Revolution - Data: 16 października 2012 - Wydawca: Hall of Sermon   | 35 | –  | –  | –  | –  |
| 2015                           | Hoffnung - Data: 4 grudnia 2015 - Wydawca: Hall of Sermon           | 28 | –  | –  | –  | –  |
| 2017                           | Testimonium - Data: 25 sierpnia 2017 - Wydawca: Hall of Sermon      | 32 | –  | –  | –  | –  |
| 2021                           | Leidenschaft - Data: 24 grudnia 2021 - Wydawca: Hall of Sermon      | –  | –  | –  | –  | –  |
| „–” pozycja nie była notowana. |                                                                     |    |    |    |    |    |

| 1998                           | Live - Data: 1998 - Wydawca: Hall of Sermon               | –  | –  |
| 2007                           | Lichtjahre - Data: 3 lipca 2007 - Wydawca: Hall of Sermon | 70 | 64 |
| „–” pozycja nie była notowana. |                                                           |    |    |

| 1993                           | Alles Lüge           | –  | –            |
| 1994                           | Schakal              | –  | Inferno      |
| 1997                           | Stolzes Herz         | –  | Stille       |
| 1999                           | Alleine zu zweit     | 52 | Elodia       |
| 2001                           | Der Morgen danach    | 50 | Fassade      |
| 2002                           | Durch Nacht und Flut | 52 | Echos        |
| 2005                           | Sapphire             | –  | Lichtgestalt |
| 2005                           | Lichtgestalt         | –  | Lichtgestalt |
| 2009                           | Feuer                | –  | Sehnsucht    |
| 2010                           | Sellador             | –  | –            |
| „–” pozycja nie była notowana. |                      |    |              |

| Rok  | Tytuł                                                                 |
| ---- | --------------------------------------------------------------------- |
| 1995 | The Clips 1993-1995 (VHS) - Data: 1995 - Wydawca: Hall of Sermon      |
| 1997 | Silent Clips (VHS) - Data: 1997 - Wydawca: Hall of Sermon             |
| 2000 | The Live History (DVD) - Data: 2000 - Wydawca: Hall of Sermon         |
| 2005 | Musikkurzfilme (DVD) - Data: 2 grudnia 2005 - Wydawca: Hall of Sermon |
| 2007 | Lichtjahre (DVD) - Data: 28 czerwca 2007 - Wydawca: Hall of Sermon    |